# Pimas

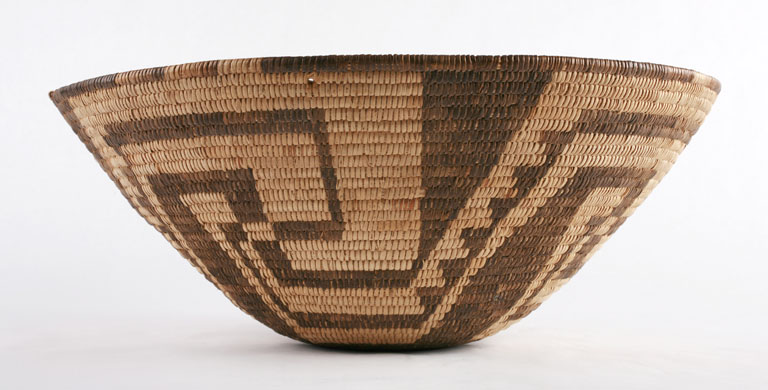
Uma cesta Akimel O'odham, a partir do século 20, na coleção permanente do Museu das Crianças de Indianápolis.

Os Pima são um povo nativo dos Estados Unidos da América que viviam às margens dos rios Gila e Sal, na parte sul do estado de Arizona.
Situados na área nevrálgica da cultura pré-histórica Hohokam, exerciam a agricultura intensiva, aproveitando os rios para irrigação. Usavam a caça como fonte suplementar de suas dietas. O primeiro contacto com os brancos ("caras pálidas") foi por intermédio do italiano Eusebio Francisco Kino, em 1697. A população naquela época era de cerca de quatro mil pessoas. Ainda hoje existem descendentes deles, embora obviamente com hábitos bastante distintos.
No mês de Novembro de 1901, o escritor Frank Russel foi se instalar uma reserva no dio Gila, chamada Sacaton. Com auxílio de cinco intérpretes nativos, Frank obteve informações bastante fidedignas de um grupo de dez homens e mulheres Pimas, que foram selecionados por sua inteligência por determinadas caraterísticas referente as suas habilidades. O fato do escritor cerca-se de tantas pessoas, seja dos investigados e seja dos seus auxiliadores, trouxe um efeito benéfico. O tempo em que lá estavam, todos interessados e sobrepor o outro, constitui desta forma um efeito controle. A impressão pessoal a inclinação de qualquer uma das partes, era lapidada pelo constante olhar e debate entre todos os grupos, fazendo assim com que as inferências pessoas não tivessem espaço diante de conclusão coletiva em que eliminava qualquer tipo de disfunçao na interpretação daquela investiação referente a "preconceitos" pessoas.
1. ↑  West, I.; Russell, Frank (setembro de 1976). «The Pima Indians.». Man (3). 451 páginas. ISSN 0025-1496. doi:10.2307/2800302. Consultado em 30 de janeiro de 2022